# 3210 Lupishko
A 3210 Lupishko (ideiglenes jelöléssel 1983 WH1) a Naprendszer kisbolygóövében található aszteroida. Edward L. G. Bowell fedezte fel 1983. november 29-én.